# Etajima

Etajima, Hiroshima.

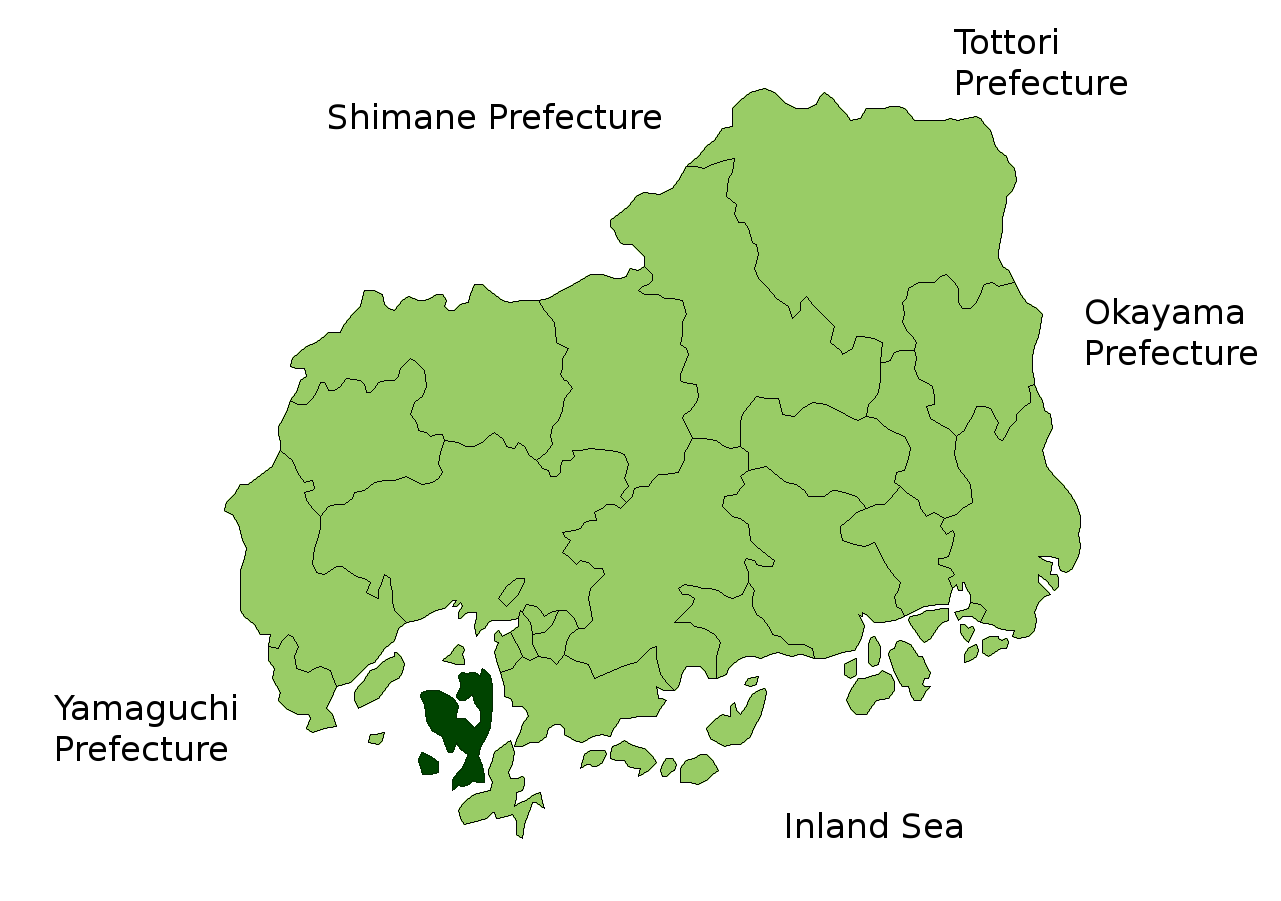
Mapa de Etajima.

Etajima  é uma ilha localizada na Baía de Hiroshima, no sudoeste da prefeitura de Hiroshima. 
A ilha fica a 7 km da costa, a partir da cidade de Hiroshima. Está a 6 km da cidade de Kure, a que está ligada por duas pontes.
A 1 de Novembro de 2004, quatro localidades da ilha fundiram-se formando a cidade de Etajima. Eram elas: Etajima, do bairro (gun) de Aki-gun, e Noumi, Okimi, e Ogaki de Saeki-gun.